# Фрисенфельтт, Франтс
Франтс Герхартт Шарль Вильям Фрисенфельтт (дат. Frants Gerhardt Charles William Frisenfeldt, 9 октября 1889 — 17 апреля 1976) — датский борец греко-римского стиля, призёр чемпионата мира.

## Биография
Родился в 1899 году в Гентофте. В 1920 году принял участие в Олимпийских играх в Антверпене, но неудачно. В 1922 году стал бронзовым призёром чемпионата мира. В 1924 году на Олимпийских играх в Париже занял 5-е место.